# Machelm
Machelm (* um 730; † 781) war im 8. Jahrhundert ein Vertreter der obersten Führungsschicht im Gebiet der Agilolfinger. Er wird in den Breves Notitiae mit den Titeln vir clarissimus (der berühmteste Mann), comes (Graf), vir illustris (der angesehene Mann) oder einfach vir nobilis (Mann von Rang) versehen. Er wird als enger Vertrauter und vermutlich auch Verwandter von Odilo und seinem Sohn Tassilo III. angesehen. Aufgrund seiner Zustimmung zu einer Schenkung Swanahilds an das Kloster Mondsee wird geschlossen, dass Machelm in der Zeit der Unmündigkeit Tassilos als von Pippin eingesetzter Administrator bzw. als Testamentsvollstrecker von Odilo fungierte.
Sein Vater war ein Hertrich, Machelm war mit einer Erlint verheiratet und aus der Ehe gingen mindestens drei Söhne hervor (vir inluster Mauricho, comes Brunicho († 788) und Hadubraht). Sein Bruder hieß W(M)enilo, der wie Machelm auch im Rhein-Neckar-Gebiet Besitzungen hatte. Es werden wegen nahe gelegener Besitzungen (z. B. in Schweinersdorf, Haiming und Haselbach) auch verwandtschaftliche Beziehungen zu Swanahild, der zweiten Gattin von Karl Martell, vermutet. Sein Hauptbesitz scheint zwischen Inn und Traun gelegen zu haben mit dem Hauptort Wels, zudem war er im Rhein-Neckar-Gebiet begütert, wo er und seine Verwandtschaft an das Kloster Lorsch stifteten. Sein Sohn Mauricho schenkte auch Güter am Wallersee an das Bistum Salzburg; dieser erscheint auch im Lobdengau bzw. 820 bis 840 bei einem Gütertausch mit Bischof Baturich um Regensburg. Der Bruder Wenilo tritt bei einer Schenkung in Bachmanning auf, ebenso als missus Tassilonis in der Stiftungsurkunde von Kremsmünster.
Als Beleg für seine Macht und seinen Einfluss wird gesehen, dass er sämtliche bayrische Domkirchen sowie die Klöster Mondsee und Niederalteich reich beschenkte. Von Herzog Odilo hat er eine Schenkung im Umkreis von castrum Uueles als heredita erhalten, die er später (776) an Freising tradierte. Von Tassilo III. hat er Munderfing erhalten, das an Mondsee ging. Mehrere Mansen und ein Forst bei der cella Antefana bei Aurolzmünster gingen an das Kloster Niederalteich. Seine Verfügungsgewalt über Freie (liberi) bei seinen Schenkungen an die Kirchen zeigt, dass er rechtlich und gesellschaftlich wie ein Mitglied des Herzogshauses angesehen wurde. Seine Schenkungen beurkundete er oft im castrum Uueles und er beschäftigte als eigenen Schreiber einen Priester namens Watta (oder Uuatto).
Angesichts der sich abzeichnenden Auseinandersetzung mit Karl dem Großen schickten Tassilo III., seine Gattin Liutberga und sein Sohn Theodo im Jahr 781 eine Gesandtschaft unter Leitung von Bischof Alim von Säben sowie die Grafen Megilo und Machelm zu Papst Hadrian I. nach Rom, um ihm die baierisch-fränkische Angelegenheit zu unterbreiten. Karl der Große erlaubte aber nur Alim von Säben sowie Atto, damals Abt von Schlehdorf, die Weiterreise. Machelm starb auf dieser Mission für Tassilo auf dem Weg nach Rom.
Von Machelms Familie tauchen seine Söhne noch in Freisinger Urkunden des 9. Jahrhunderts auf, dann verliert sich die Spur dieser Familie. Ein anderer Machelm (filius Otleipi, auch Machelm de Baioaria) erscheint bei einem placitum publicum in Rodhoheskirrihha an der Laber. Dieser Reichsaristokrat wurde 824 von König Ludwig dem Frommen mit einer Gesandtschaft zu den Bulgaren betraut und ist mit einem Vasallus episcopi von 814 identisch, steht aber vermutlich in keiner Beziehung zu dem oben dargestellten Machelm.